# Yramea
Genre
Yramea est un genre sud-américain de lépidoptères (papillons) de la famille des Nymphalidae.

## Systématique
Le genre Yramea a été décrit par le lépidoptériste allemand Albert Franz Theodor Reuss en 1920.
Son espèce type est Papilio cytheris  Drury, [1773]. 
Ses espèces étaient auparavant placées dans le genre Issoria, avant que la phylogénie ne confirme qu'Yramea est un genre distinct. 
Il est actuellement classé dans la famille des Nymphalidae, la sous-famille des Heliconiinae, la tribu des Argynnini et la sous-tribu des Yrameina.
Chilargynnis Bryk, 1944 est un synonyme d'Yramea.

## Liste des espèces
Le genre Yramea comporte six espèces,, toutes originaires d'Amérique du Sud :
- Yramea cytheris (Drury, [1773])
- Yramea inca (Staudinger, 1894)
- Yramea lathonioides (Blanchard, 1852)
- Yramea modesta (Blanchard, 1852)
- Yramea sobrina (Weymer, 1890)
- Yramea lynx Lamas & Grados, 2004